# آلمین (شاعر)
آلبرت میناسیان (ارمنی: Ալբերտ Մինասեան) با نام ادبی آلمین (ارمنی: Ալմին؛ زادهٔ ۱۳۳۱ - درگذشته ۲۴ مرداد ۱۴۰۰)، نویسنده، شاعر و آموزگار ارمنی‌تبار اهل ایران بود.

## زندگی‌نامه
آلمین بانام اصلی آلبرت میناسیان در سال ۱۳۳۱ خورشیدی (۱۹۵۲ میلادی) در تهران متولد شد. وی تحصیلات ابتدایی و متوسطه را در زادگاهش به‌پایان رساند. او از نوجوانی شروع به نوشتن کرد. اولین اشعار او در «آلیک نوجوان» در سال ۱۹۷۰ منتشر گشت. سپس تعدادی از آنها در روزنامه‌های ادبی و مجلاتی مانند «آلیک»، «باگین»، «گراکان ترت»، «گارون»، «آغبیور» و غیره منتشر شد. ایشان همچنین چند منظومه شعر را نیز به طبع رسانده‌است. در سال ۱۹۹۰ برنده جایزه ادبی شد و در سال ۲۰۰۰ مفتخر به دریافت نشان مسروپ مقدس از حوضه سیلیسی کلیسای ارمنی شد. او عضو انجمن نویسندگان ارمنستان و انجمن نویسندگان آرتساخ و انجمن نویسندگان تهران بوده‌است. ایشان به مدت ۳۵ سال به‌عنوان معلم زبان و ادبیات ارمنی در مدارس ارمنی تهران تدریس نمودند. شنبه ۲۴ مرداد ۱۴۰۰ (اوت ۲۰۲۱) در تهران به دلیل بیماری کرونا درگذشت. در همان روز، مراسم خاکسپاری وی در آرامستان بورستان ارامنه برگزار شد.

## کتابشناسی
نخستین دفتر شعر آلمین، با عنوان تپش‌ها، در ۱۳۵۵ش در تهران انتشار یافت و این آغاز حضور مستمر او در عرصه شعر و ادب ارمنی بوده‌است. از آن پس دیگر دفترهای شعر او با عنوان‌های سرمست از نور (۱۳۵۷ش)، ماده عشق (۱۳۶۰ش)، و نور پدید آمد (۱۳۷۰ش)، ‏کتاب کودکی من (۱۳۸۰ش)، پرتو ستارگان (۱۳۸۳ش)، مرا به یاد خواهید آورد (۱۳۸۶ش)، به ناآشنایانم (۱۳۸۸ش)، آرامش چمن زاران سبز (۱۳۹۱ش)، قرن گل‌های فراموشم مکن (۱۳۹۴ش) و شکوه شعر (۱۳۹۷ش) به خوانندگان عرضه شدند که معرف پویایی او در عرصه ادبیات ارمنی و نشانگر روند تحول شعر او در حدود پنج دهه سخن‌سرایی است. ‏